# Haroldson Hunt

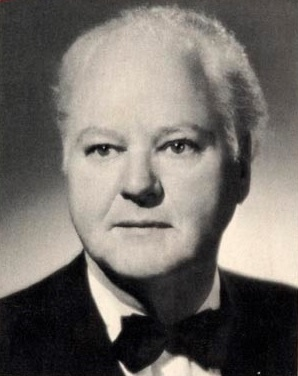
Haroldson Hunt (1965)

Haroldson Lafayette Hunt jr. (* 17. Februar 1889 in Illinois; † 29. November 1974 in Dallas) war ein US-amerikanischer Ölmilliardär.

## Karriere
Haroldson Lafayette Hunt wurde am 17. Febr. 1889 als jüngstes der acht Kinder des Farmers Haroldson Lafayette Hunt (Sr.) (1843–1911) und dessen Frau Ella Rose (geb. Myers) (1848–1915) in der Nähe von Vandalia, Fayette County, Illinois geboren.
Seine sieben Geschwister waren: Robert (1873–1950), Florence (1875–1961), Rose (1877–?), James Garfield (1879–?), Sherman (1881–1956), Henrietta/Nettie (1884–?) und Leonard L. (1886–1910).
Bereits mit 16 Jahren verließ Hunt seine Familie, trampte durch den amerikanischen Westen, wobei er sich zunächst als Gelegenheitsarbeiter auf Farmen, Cowboy, Holzfäller durchbrachte. Später erwarb er sich als Pokerspieler (Arizona-Slim) einen Namen.
Als sein Vater im Jahre 1911 starb, hinterließ er Hunt (Jr.) rd. 6000 Dollar. H. kaufte (1912) mit Erbschaft und Pokergewinnen eine Baumwollplantage bei Lake Village, Chicot County, im Südosten von Arkansas, mit den fruchtbaren Böden des so genannten Arkansas Delta im sogenannten Cotton Belt.
Die Plantage wurde jedoch bereits im ersten Jahr durch Überschwemmungen und eine Raupenplage ruiniert und der damals 23-Jährige war zunächst pleite. Durch Gewinne am Pokertisch gelang es ihm aber, den schweren finanziellen Rückschlag zu überwinden, und der Beginn des Ersten Weltkriegs, der die Preise für Baumwolle und Baumwollplantagen stark anziehen ließ – die Armeen brauchten Baumwolle für Uniformen, Verbandsmaterial usw. – ließ das Geschäft des jungen Farmers florieren. Mit den Einnahmen aus mehreren guten Ernten und Krediten stieg Hunt in den Grundstückshandel und in die Warenterminspekulation mit Baumwolle ein. Pumpen, kaufen, zu höherem Preis wieder verkaufen: das brachte schnellen Reichtum.
Als nach dem Ende des Ersten Weltkriegs die Preise für Baumwolle wieder einbrachen, verspekulierte sich der Baumwoll- und Grundstückshändler erneut so gründlich, dass er schließlich mit rd. 200 000 Dollar verschuldet war.
Nach diesem zweiten Bankrott im Baumwoll-Geschäft zog es den inzwischen 32-Jährigen in das Geschäft, in dem mit genügend Härte, Wagemut und Glück das weitaus meiste Geld zu machen war: das Ölgeschäft.
Bei einem Pokerspiel in Texas gewann er ein Ölfeld, das sich als außerordentlich ertragreich herausstellte. Schließlich wurde er der erste Ölmilliardär der Geschichte und galt zeitweise als reichster Amerikaner.
Aufgrund ihrer Machenschaften und verwickelten Familienverhältnisse gilt die Familie Hunts als eines der Vorbilder für die Fernsehserie Dallas.

## Politisches Engagement
Der konservative Südstaatler Hunt gehörte der religiösen Rechten an und befürchtete in den 50ern einen kommunistischen Aufstand. Daher stiftete er das Facts Forum, das politische Radio- und Fernsehprogramme mit entsprechender Propaganda produzierte, um die Kampagne von Senator Joseph McCarthy zu unterstützen. Hunt finanzierte rechtskonservative sowie rechtsradikale Gruppierungen, u. a. die Southern Baptist Convention, den Ku Klux Klan und die rechtsradikale John Birch Society. Er pflegte Freundschaften mit Edwin Walker, dem bekennenden Faschisten und Franco-Berater General Charles Willoughby sowie dem anderen texanischen Ölmilliardär Clint Murchison, der dem Historiker Anthony Summers zufolge u. a. George Lincoln Rockwell und dessen American Nazi Party finanzierte.
Hunt unterstützte zunächst republikanische Präsidentschaftskandidaten wie Eisenhower und Douglas MacArthur, dann den demokratischen Texaner Lyndon B. Johnson. Nach der Kubanischen Revolution finanzierte Hunt das Cuban Revolutionary Council, eine von der CIA und der Amerikanischen Mafia getragenen Organisation paramilitärischer Exilkubaner.
Hunt kritisierte Präsident Kennedy als zu weich gegen den Kommunismus; sein Sohn Nelson Bunker Hunt druckte 1963 ein Flugblatt, das Kennedy in aggressiver Weise vor dessen Besuch in Dallas angriff. Er unterstützte im Wahlkampf 1964 den rechten Barry Goldwater und organisierte eine Kampagne für eine Verfassung für aufsteigende Nationen, die u. a. in der Dominikanischen Republik propagiert wurde.

## Familie
H. L. Hunt heiratete dreimal und hatte insgesamt fünfzehn Kinder. Im November 1914 heiratete er in erster Ehe Lyda Bunker (* 26. Januar 1889; † 6. Mai 1955). Das Paar bekam sieben Kinder: Margaret (1915–2007), Haroldson Lafayette (Hassie) Hunt III (1917–2005), Caroline Rose (* 1923), Lyda Bunker (* 1925; starb gleich nach der Geburt), Nelson Bunker (1926–2014), William Herbert (* 1929) und Lamar (1932–2006).
Während seine (1.) Ehe mit Lyda Bunker noch bestand, heiratete H. L. Hunt im Jahre 1925 unter dem Namen Franklin Hunt (in 2. Ehe/Bigamie) Frania Tye (1904–2002). Hunts Doppelspiel blieb neun Jahre lang unentdeckt. Lyda brachte in dieser Zeit drei, Frania vier Kinder zur Welt. Die Kinder von Frania Tye (Lee): Howard (1926–1975), Haroldina (* 1928), Helen (1930–1963) und Hugh (* 1934).
Schließlich entdeckte Zweitfrau Frania Tye im Jahre 1934 in einer Zeitung ein Photo von H. L. Hunt mit dessen ältestem Sohn und erfuhr auf diese Weise, dass ihr Ehemann bereits verheiratet war und sie einen Bigamisten geehelicht hatte, worauf sie sich von ihm trennte. Im Jahre 1942 einigte sich Hunt mit Frania Tye per Vertrag: Hunt verpflichtete sich, Frania Tye ein lebenslanges monatliches Einkommen zu zahlen, im Gegenzug unterzeichnete Frania Tye ein Dokument, in dem sie erklärte, dass niemals eine Ehe zwischen ihr und H. L. Hunt bestanden habe.
Ehefrau Nr. 1 Lyda (Bunker/s. o.) starb im Jahre 1955. Im November 1957, zwei Jahre nach Lydas Tod, heiratete der Witwer die sehr viel jüngere Ex-Sekretärin Ruth Ray (* 3. März 1917; † 25. September 1999). Hunt adoptierte in Folge die vier kleinen Kinder aus der (angeblichen) ersten Ehe von Ruth Ray. Warum Hunt, der schon zehn leibliche Kinder hatte, vier Kinder adoptierte, wurde erst einige Zeit später bekannt: Die neue Ehefrau war nie zuvor verheiratet gewesen; sie war vielmehr bereits seit 1942 die Geliebte des Bigamisten gewesen und die vier Kinder waren Hunts (leibliche) Kinder.
Zu den bekanntesten Söhnen gehören Lamar Hunt, unter anderem Besitzer der Kansas City Chiefs und Mitgründer der American Football League, Nelson Bunker Hunt und William Herbert Hunt, die aufgrund der Silberspekulation in den 1970er Jahren bekannt wurden und Ray Ley Hunt, der aktuelle Chairman von Hunt Oil.
Die Söhne meldeten 1986 Bankrott an, nachdem sie das gigantische Vermögen durch kreditfinanzierte Silbergeschäfte und den Verfall des Ölpreises verloren hatten.

## Belege
1. ↑  Haroldson Hunt in der Datenbank Find a Grave, abgerufen am 5. September 2017.
2. ↑  Haroldson Hunt in der Notable Names Database (englisch)
3. ↑  The Famous People: H.L. Hunt
4. ↑  Der Spiegel 12. November 1984: Poker, Profit und Propaganda
5. ↑  Encyclopedia of Arkansas: Mississippi Alluvial Plain
6. ↑  My Oklahomian Exile: Wish I Was in the Land of Cotton: Part I
7. ↑  Der Spiegel 12. November 1984: Poker, Profit und Propaganda
8. ↑  Der Spiegel 22.06.1981: Cesare Borgia der Prärie, Von Roques, Valeska, SPIEGEL-Redakteurin Valeska von Roques über die amerikanische Fernsehserie "Dallas"
9. 1 2  Der Spiegel 12. November 1984: Poker, Profit und Propaganda. S. hier Grafik: Die drei Familien des H.L. Hunt

| Personendaten    | Personendaten                  |
| ---------------- | ------------------------------ |
| NAME             | Hunt, Haroldson                |
| ALTERNATIVNAMEN  | Hunt, Haroldson Lafayette      |
| KURZBESCHREIBUNG | US-amerikanischer Ölmilliardär |
| GEBURTSDATUM     | 17. Februar 1889               |
| GEBURTSORT       | Illinois                       |
| STERBEDATUM      | 29. November 1974              |
| STERBEORT        | Dallas                         |